# Giovanni Sacco
Giovanni Sacco (San Damiano d'Asti, 24 settembre 1943 – Asti, 17 dicembre 2020) è stato un calciatore e allenatore di calcio italiano, di ruolo centrocampista.

## Biografia
È morto nel dicembre 2020, all'età di 77 anni all'ospedale "Cardinal Massaia" di Asti, dove era ricoverato dal 22 novembre dopo aver contratto la COVID-19.

## Caratteristiche tecniche
Era un centrocampista interno, di buona tecnica, dinamicità e intelligenza tattica, ma poco continuo.

## Carriera
Cresciuto nelle giovanili della Juventus, esordisce in Serie A con i bianconeri il dicembre 1962, in occasione del pareggio esterno con il Palermo. Disputa tre stagioni coi torinesi, senza riuscire a imporsi come titolare fisso, quindi disputa la stagione 1965-1966 in prestito alla Lazio, dove realizza le sue prime tre reti in massima serie, risultando il terzo marcatore in campionato dei capitolini dopo Vito D'Amato e Nicola Ciccolo.
Rientrato alla Juventus nell'estate 1966, disputa 10 incontri nella stagione che vede la vittoria del 13º scudetto dei bianconeri, mentre le presenze aumentano nella stagione successive, dove scende in campo in 25 occasioni, per ridiscendere a 14 la stagione successiva.
Nell'estate 1969 vien quindi ceduto all'Atalanta, appena retrocessa in Serie B. Con i nerazzurri disputa da titolare due stagioni in cadetteria, contribuendo attivamente, con 7 reti messe a segno, al secondo posto nel campionato 1970-1971 e alla relativa promozione. Resta a Bergamo per altre due stagioni di massima serie (la prima da titolare, la seconda da riserva e conclusa con la retrocessione), per poi passare alla Reggiana in cui milita in Serie B dal 1973 al 1976, anno della retrocessione degli emiliani in Serie C, per poi chiudere la carriera agonistica ad alto livello.
In carriera ha totalizzato complessivamente 138 presenze e 6 reti in Serie A e 135 presenze e 17 reti in Serie B.
Conclusa la carriera agonistica ha intrapreso quella di allenatore, guidando in prevalenza formazioni delle serie minori del Nord-Ovest.

## Palmarès

### Giocatore

#### Club

##### Competizioni nazionali
- Campionato italiano: 1

Juventus: 1966-1967

##### Competizioni internazionali
- Coppa delle Alpi: 1

Juventus: 1963

#### Nazionale
- Giochi del Mediterraneo: 1

Napoli 1963

### Allenatore
- Campionato italiano Serie D: 1

Imperia: 1980-1981 (girone A)
- Campionato Interregionale: 1

Pro Vercelli: 1983-1984 (girone A)